# Paraperla frontalis
Paraperla frontalis är en bäcksländeart som först beskrevs av Banks 1902.  Paraperla frontalis ingår i släktet Paraperla och familjen blekbäcksländor. Inga underarter finns listade i Catalogue of Life.